# سالفر (اکلاهما)
سالفر(به انگلیسی: Sulphur) شهری در ایالت اکلاهما کشور ایالات متحده آمریکا است که جمعیت آن در سرشماری سال ۲۰۱۰ میلادی، ۴٬۹۲۹ نفر بوده‌است.